# Alexandros Helios
Alexandros Helios (tiếng Hy Lạp: Ἀλέξανδρος Ἥλιος; cuối năm 40 TCN – không rõ, nhưng có thể trong khoảng năm 29 và 25 TCN) là một vị hoàng tử nhà Ptolemaios và là người con trai cả của nữ hoàng gốc Macedonia Cleopatra VII thuộc nhà Ptolemaios với vị tam hùng La Mã Marcus Antonius. Người em gái song sinh của Alexandros là Cleopatra Selene II. Cặp song sinh này có huyết thống Macedonia-Hy Lạp và La Mã. Cleopatra đặt tên con trai của mình theo tên Alexandros Đại đế. Tên thứ hai của ông trong tiếng Hy Lạp cổ đại có nghĩa là "Mặt trời"; điều này là sự tương phần với tên gọi thứ hai của người em gái ông là Selene (Σελήνη), nghĩa là "Mặt trăng".

## Cuộc đời
Alexandros Helios được sinh ra và nuôi dạy tại Alexandria. Ông là người con thứ hai trong số ba người con trai của Cleopatra, Caesarion là người lớn tuổi nhất. Vào cuối năm 34 TCN, tại buổi lễ ban tặng của Alexandria, ông được ban cho tước hiệu "Vua của các vị Vua". Cha mẹ của ông còn phong ông làm vua của Armenia, Media, Parthia và bất cứ quốc gia nào chưa được khám phá nằm giữa sông Euphrates và sông Ấn, bất chấp sự thật rằng đa phần các vùng lãnh thổ này nằm ngoài tầm kiểm soát của họ vào thời điểm ấy. Trên thực tế, những vùng lãnh thổ này được cai trị bởi Artaxias II của Armenia (người được tôn lên làm vua sau khi Antonius bắt giữ cha của ông ta Artavasdes II), Artavasdes I của Media Atropatene và Phraates IV của Parthia. Năm 33 TCN, Alexander đã được hứa hôn với người họ hàng xa của mình, Iotapa, một công chúa của Media Atropatene và con gái của vua Artavasdes I. Tuy nhiên, Marcus Antonius và Cleopatra đã bị đánh bại bởi Octavian tại trận Actium vào năm 31 TCN. Năm sau, họ đã tự sát khi Octavian cùng quân đội của ông ta xâm lược Ai Cập. Iotapa đã rời Ai Cập để trở về chỗ cha của bà và sau này kết hôn với người anh họ bên ngoại của bà là vua Mithridates III của Commagene, ông ta là người gốc Armenia và Hy Lạp.
Khi Octavian chinh phục Ai Cập, ông ta đã tha mạng cho Alexandros, nhưng đã đưa ông, em gái và người em trai Ptolemaios Philadelphos từ Ai Cập tới Rome. Không rõ liệu rằng Ptolemaios Philadelphos có sống sót qua được chuyến hành trình tới Rome hay không, vì Cassius Dio chỉ đề cập tới cặp song sinh trong tác phẩm Lịch sử của Rome. Octavian đã giao lại những đứa trẻ cho Octavia Minor, chị gái đầu của ông và là vợ cũ của Marcus Antonius, để được nuôi dạy dưới sự giám hộ của bà ở Rome. Octavia đã dạy dỗ họ cùng với những người con của bà.
Số phận của Alexandros Helios là không rõ. Plutarch, Cassius Dio và Suetonius tuyên bố rằng Octavian đã giết chết người con trai của Antonius là Marcus Antonius Antyllus và người con trai của Cleopatra với Julius Caesar, Caesarion. Chỉ có thêm một sự đề cập khác tới Alexandros Helios và Ptolemaios Philadelphos đến từ Cassius Dio, ông ta tuyên bố rằng khi người em gái của ông là Cleopatra Selene II kết hôn với vua Juba II, Octavian (lúc này đã đổi tên là Augustus) đã tha mạng cho cả Alexandros Helios và Ptolemaios Philadelphos như là một đặc ân dành cho cặp đôi trên.

## Tổ tiên
|  |                                  |  |  |  |  |  |  |  |  |  |  |  |  |  |  |  |
|  | 16. Gaius Antonius               |  |  |  |  |  |  |  |  |  |  |  |  |  |  |  |
|  |                                  |  |  |  |  |  |  |  |  |  |  |  |  |  |  |  |
|  |                                  |  |  |  |  |  |  |  |  |  |  |  |  |  |  |  |
|  | 8. Marcus Antonius Orator        |  |  |  |  |  |  |  |  |  |  |  |  |  |  |  |
|  |                                  |  |  |  |  |  |  |  |  |  |  |  |  |  |  |  |
|  |                                  |  |  |  |  |  |  |  |  |  |  |  |  |  |  |  |
|  | 4. Marcus Antonius Creticus      |  |  |  |  |  |  |  |  |  |  |  |  |  |  |  |
|  |                                  |  |  |  |  |  |  |  |  |  |  |  |  |  |  |  |
|  |                                  |  |  |  |  |  |  |  |  |  |  |  |  |  |  |  |
|  | 2. Marcus Antonius               |  |  |  |  |  |  |  |  |  |  |  |  |  |  |  |
|  |                                  |  |  |  |  |  |  |  |  |  |  |  |  |  |  |  |
|  |                                  |  |  |  |  |  |  |  |  |  |  |  |  |  |  |  |
|  | 20. Lucius Julius Caesar II      |  |  |  |  |  |  |  |  |  |  |  |  |  |  |  |
|  |                                  |  |  |  |  |  |  |  |  |  |  |  |  |  |  |  |
|  |                                  |  |  |  |  |  |  |  |  |  |  |  |  |  |  |  |
|  | 10. Lucius Julius Caesar III     |  |  |  |  |  |  |  |  |  |  |  |  |  |  |  |
|  |                                  |  |  |  |  |  |  |  |  |  |  |  |  |  |  |  |
|  |                                  |  |  |  |  |  |  |  |  |  |  |  |  |  |  |  |
|  | 5. Julia Antonia                 |  |  |  |  |  |  |  |  |  |  |  |  |  |  |  |
|  |                                  |  |  |  |  |  |  |  |  |  |  |  |  |  |  |  |
|  |                                  |  |  |  |  |  |  |  |  |  |  |  |  |  |  |  |
|  | 1. Alexander Helios              |  |  |  |  |  |  |  |  |  |  |  |  |  |  |  |
|  |                                  |  |  |  |  |  |  |  |  |  |  |  |  |  |  |  |
|  |                                  |  |  |  |  |  |  |  |  |  |  |  |  |  |  |  |
|  | 24. Ptolemaios VIII Physcon      |  |  |  |  |  |  |  |  |  |  |  |  |  |  |  |
|  |                                  |  |  |  |  |  |  |  |  |  |  |  |  |  |  |  |
|  |                                  |  |  |  |  |  |  |  |  |  |  |  |  |  |  |  |
|  | 12. Ptolemaios IX Lathyros       |  |  |  |  |  |  |  |  |  |  |  |  |  |  |  |
|  |                                  |  |  |  |  |  |  |  |  |  |  |  |  |  |  |  |
|  |                                  |  |  |  |  |  |  |  |  |  |  |  |  |  |  |  |
|  | 25. Cleopatra III của Ai Cập     |  |  |  |  |  |  |  |  |  |  |  |  |  |  |  |
|  |                                  |  |  |  |  |  |  |  |  |  |  |  |  |  |  |  |
|  |                                  |  |  |  |  |  |  |  |  |  |  |  |  |  |  |  |
|  | 6. Ptolemaios XII Auletes        |  |  |  |  |  |  |  |  |  |  |  |  |  |  |  |
|  |                                  |  |  |  |  |  |  |  |  |  |  |  |  |  |  |  |
|  |                                  |  |  |  |  |  |  |  |  |  |  |  |  |  |  |  |
|  | 26. =24.Ptolemaios VIII Physcon  |  |  |  |  |  |  |  |  |  |  |  |  |  |  |  |
|  |                                  |  |  |  |  |  |  |  |  |  |  |  |  |  |  |  |
|  |                                  |  |  |  |  |  |  |  |  |  |  |  |  |  |  |  |
|  | 13. Cleopatra IV của Ai Cập      |  |  |  |  |  |  |  |  |  |  |  |  |  |  |  |
|  |                                  |  |  |  |  |  |  |  |  |  |  |  |  |  |  |  |
|  |                                  |  |  |  |  |  |  |  |  |  |  |  |  |  |  |  |
|  | 27. =25.Cleopatra III của Ai Cập |  |  |  |  |  |  |  |  |  |  |  |  |  |  |  |
|  |                                  |  |  |  |  |  |  |  |  |  |  |  |  |  |  |  |
|  |                                  |  |  |  |  |  |  |  |  |  |  |  |  |  |  |  |
|  | 3. Cleopatra VII của Ai Cập      |  |  |  |  |  |  |  |  |  |  |  |  |  |  |  |
|  |                                  |  |  |  |  |  |  |  |  |  |  |  |  |  |  |  |
|  |                                  |  |  |  |  |  |  |  |  |  |  |  |  |  |  |  |
|  | 28. =24.Ptolemaios VIII Physcon  |  |  |  |  |  |  |  |  |  |  |  |  |  |  |  |
|  |                                  |  |  |  |  |  |  |  |  |  |  |  |  |  |  |  |
|  |                                  |  |  |  |  |  |  |  |  |  |  |  |  |  |  |  |
|  | 14. Ptolemaios X Alexander I     |  |  |  |  |  |  |  |  |  |  |  |  |  |  |  |
|  |                                  |  |  |  |  |  |  |  |  |  |  |  |  |  |  |  |
|  |                                  |  |  |  |  |  |  |  |  |  |  |  |  |  |  |  |
|  | 29. =25.Cleopatra III của Ai Cập |  |  |  |  |  |  |  |  |  |  |  |  |  |  |  |
|  |                                  |  |  |  |  |  |  |  |  |  |  |  |  |  |  |  |
|  |                                  |  |  |  |  |  |  |  |  |  |  |  |  |  |  |  |
|  | 7. Cleopatra V của Ai Cập        |  |  |  |  |  |  |  |  |  |  |  |  |  |  |  |
|  |                                  |  |  |  |  |  |  |  |  |  |  |  |  |  |  |  |
|  |                                  |  |  |  |  |  |  |  |  |  |  |  |  |  |  |  |
|  | 30. =12.Ptolemaios IX Lathyros   |  |  |  |  |  |  |  |  |  |  |  |  |  |  |  |
|  |                                  |  |  |  |  |  |  |  |  |  |  |  |  |  |  |  |
|  |                                  |  |  |  |  |  |  |  |  |  |  |  |  |  |  |  |
|  | 15. Berenice III của Ai Cập      |  |  |  |  |  |  |  |  |  |  |  |  |  |  |  |
|  |                                  |  |  |  |  |  |  |  |  |  |  |  |  |  |  |  |
|  |                                  |  |  |  |  |  |  |  |  |  |  |  |  |  |  |  |
|  | 31. Cleopatra Selene I           |  |  |  |  |  |  |  |  |  |  |  |  |  |  |  |
|  |                                  |  |  |  |  |  |  |  |  |  |  |  |  |  |  |  |
|  |                                  |  |  |  |  |  |  |  |  |  |  |  |  |  |  |  |